# Комунар (Іглінський район)
Комуна́р (рос. Коммунар, башк. Коммунар) — присілок у складі Іглінського району Башкортостану, Росія. Входить до складу Кальтовської сільської ради.
Населення — 19 осіб (2010; 16 в 2002).
Національний склад:
- росіяни — 44 %